# Base no nucleófila
Como su nombre lo indica, una base no nucleófila es una base orgánica estéricamente impedida que es un nucleófilo pobre. Las bases normales también son nucleófilos, pero a menudo los químicos buscan la capacidad de eliminación de protones de una base sin ninguna otra función. Las bases no nucleófilas típicas son voluminosas, de modo que los protones pueden unirse al centro básico, pero se inhibe la alquilación y la complejación. 

## Bases no nucleofílicas
Una variedad de aminas y heterociclos de nitrógeno son bases útiles de resistencia moderada (pKa de ácido conjugado alrededor de 10-13) 
- N, N- diisopropiletilamina (DIPEA, también llamada Base de Hünig[1] ), pKa = 10.75
- 1,8-Diazabicycloundec-7-eno (DBU): útil para las reacciones de eliminación de E2, pKa = 13.5
- 1,5-diazabiciclo (4.3.0) no 5-eno (DBN) - comparable a DBU
- 2,6-di-terc-butilpiridina, una base débil no nucleófila[2] pKa = 3.58
- Bases de fosfazeno, como t-Bu-P4[3]

Las bases no nucleófilas de alta resistencia son generalmente aniones. Para estas especies, los pKas de los ácidos conjugados son alrededor de 35-40. 
- Diisopropilamida de litio (LDA), pKa = 36
- Amidas basadas en silicio, tales como bis (trimetilsilil) amida de sodio y potasio (NaHMDS y KHMDS, respectivamente)
- Tetrametilpiperidida de litio (LiTMP o base de arpón)

Otras bases fuertes no nucleófilas son el hidruro de sodio y el hidruro de potasio. Estos compuestos son materiales densos, parecidos a la sal, que son insolubles y operan por reacciones superficiales. 
Algunos reactivos son de alta basicidad (pKa de ácido conjugado alrededor de 17), pero de modesta pero no nucleofilia insignificante. Los ejemplos incluyen terc-butóxido de sodio y terc-butóxido de potasio. 

## Ejemplo
El siguiente diagrama muestra cómo se utiliza la base impedida, diisopropilamida de litio, para desprotonar un éster para dar el enolato en la condensación del éster de Claisen, en lugar de someterse a una sustitución nucleófila. 
Esta reacción (desprotonación con LDA) se usa comúnmente para generar enolatos. 